# Eocuma ferox
Eocuma ferox is een zeekommasoort uit de familie van de Bodotriidae. De wetenschappelijke naam van de soort is voor het eerst geldig gepubliceerd in 1872 door Fischer.